# Kudrivka, Sosnîțea
Kudrivka (în ucraineană Кудрівка) este localitatea de reședință a comunei Kudrivka din raionul Sosnîțea, regiunea Cernihiv, Ucraina.

## Demografie
Componența lingvistică a localității Kudrivka
     Ucraineană (99,2%)
     Alte limbi (0,8%)
Conform recensământului din 2001, majoritatea populației localității Kudrivka era vorbitoare de ucraineană (99,2%), existând în minoritate și vorbitori de alte limbi.